# Песлье, Анри
Анри Песлье (фр. Henri Peslier) (4 января 1880, Юзель — 12 мая 1912, Париж) — французский ватерполист, бронзовый призёр летних Олимпийских игр 1900.
На Играх Песлье входил в состав четвёртой французской команды. Не имея соперника в четвертьфинале, она сразу проходила в полуфинал, где её обыграла бельгийская сборная. Матч за третье место не проходил, и поэтому Песлье сразу получил бронзовую медаль.
Он умер в возрасте 32 лет в больнице 14-го округа Парижа.